# Cofanetto nuziale della Bottega degli Embriachi
Il Cofanetto nuziale è un'opera di ebanisteria della bottega degli Embriachi, databile alla metà del XIV secolo inizi del XV e conservato nel Museo Correr di Venezia.

## Storia
L'opera fa parte della sezione degli avori del Museo Correr. La provenienza è sconosciuta poiché manca la documentazione inerente all'acquisto del pezzo da parte di Teodoro Correr anteriore alla data del 1836 in cui ogni pezzo viene catalogato e ordinato.

## Descrizione e stile
Il cofanetto è in legno, di forma rettangolare, intarsiato con la tecnica così detta alla certosina avente quattro gambe a modi piedistallo e una cornice liscia superiore in osso. Sui lati sono applicate 17 placchette arcuate in osso. Le scene raffigurate comprendono figure di donne, uomini, animali ed alberi e per evidenziare gli angoli compaiono edifici merlati. Sul coperchio sono raffigurate due coppie di figure alate in una lunga tunica che reggono uno scudo araldico senza stemma. Lo stile è ancora legato all'iconografia trecentesca, figure lineari caratterizzate da gesti e posture rigide.